# 12709 Bergen op Zoom
12709 Bergen op Zoom (tên chỉ định: 1990 VN4) là một tiểu hành tinh vành đai chính. Nó được phát hiện bởi Eric Walter Elst ở Đài thiên văn La Silla ở Chile ngày 15 tháng 11 năm 1990. Nó được đặt theo tên thành phố thuộc Bergen op Zoom, Hà Lan.